# Nello Quilici
Nello Quilici (Livorno, 21 novembre 1890 – Tobruch, 28 giugno 1940) è stato un giornalista e scrittore italiano.

## Biografia
Secondogenito di sei fratelli, era figlio di Antonio Quillici, ufficiale dei carabinieri, e di Italia Crovetti. Rimasto orfano del padre all'età di undici anni, Nello si trasferì con la famiglia a Modena, ospite di uno zio materno sacerdote che, provvisoriamente, lo indirizzò in seminario.
Nel 1910, ottenuta la licenza liceale, si iscrisse al “Regio Istituto di Studi Superiori Pratici di Perfezionamento” di Firenze, dove frequentò le lezioni del corso di laurea in Lettere, per poi trasferirsi all'Università di Bologna, dove si laureò nel 1914 con una tesi su Honoré de Balzac.

### Il giornalismo
La carriera giornalistica di Quilici inizia nel 1909 con la collaborazione a «La Voce» di Giuseppe Prezzolini e al quotidiano fiorentino «Nuovo Giornale». Durante il soggiorno a Bologna per gli studi strinse amicizia a Bologna con don Enrico Vanni. Entrò nelle file della murriana Lega Democratica Nazionale. Nel 1911 conobbe il giornalista Filippo Naldi, divenuto da poco direttore del locale foglio liberale «Patria». Naldi lo nominò caporedattore; l'anno dopo Quilici fu il suo successore alla direzione del quotidiano. Il primo libro di Quilici, Introduzione alla vita beata di G.A. Fichte viene pubblicato nel 1913.
Allo scoppio della grande guerra venne arruolato quale sottotenente d'artiglieria ed inviato a combattere sul Carso, dove gli giungerà la notizia della nascita del primo figlio Giovanni, avuto dalla prima moglie Virginia Cucchi.
Dopo il congedo, Quilici riprese il lavoro di giornalista come corrispondente da Zurigo del «Tempo» e del «Resto del Carlino», quotidiano di cui divenne direttore nel dicembre 1921, pochi mesi dopo la morte della moglie, causata dalla tremenda "febbre spagnola".
Nel 1923 Quilici, già aderente al Fascismo, fu costretto a lasciare l'incarico di direttore in seguito ad una contesa con il "ras" bolognese Gino Baroncini e si trasferì a Roma, quale caporedattore del neonato "Corriere Italiano". Il quotidiano ebbe vita breve a causa del coinvolgimento del suo direttore Filippo Filippelli e, suo malgrado, dello stesso Quilici nel delitto Matteotti, avvenuto il 10 giugno 1924. Il giornalista venne assolto al relativo processo, celebrato a Chieti nel 1926 da una magistratura già sottoposta al regime, ma lo scandalo aveva portato alla chiusura del quotidiano già nel 1925.
In quei mesi Quilici incontrò Italo Balbo, che aveva conosciuto nel 1921 durante l'assedio di Bologna. Il quadrumviro della marcia su Roma gli propose di collaborare al quotidiano che aveva appena fondato a Ferrara. Anche per allontanarsi da possibili ritorsioni o vendette, Quilici accettò immediatamente e si trasferì a Ferrara come caporedattore del «Corriere Padano», divenendone direttore dopo pochi mesi. Sempre nel 1925, a Ferrara, conobbe la pittrice medolese Emma Buzzacchi, che sposò nel 1929 e dalla quale ebbe i figli Folco e Vieri.
 Collaborò a lungo col podestà Renzo Ravenna, del quale sostenne le numerose iniziative culturali, peraltro fortemente volute dallo stesso Balbo. Negli anni trenta Quilici fu direttore anche della «Rivista di Ferrara», emanazione del gruppo dirigente fascista ferrarese.
Quilici si mantenne sempre all'interno del fascismo, fino a difenderne le scelte più gravi. Si ricordi ad esempio il suo saggio "La difesa della razza", uscito nel settembre 1938 sulla «Nuova Antologia»: nella parte finale si nega l'esistenza di una persecuzione contro gli ebrei, in quanto l'Italia, afferma l'autore, vuole soltanto difendersi. Se con gli scritti Quilici manifestò il suo sostegno alle leggi razziali, nei comportamenti privati non mancò di assicurare una relativa protezione a concittadini ebrei come Giorgio Bassani.

### Carriera accademica
Nello Quilici insegnò Storia del giornalismo all'Università di Ferrara nell'anno accademico 1927-28. Poi, per dieci anni (1928-1938), fu incaricato di Storia politica moderna (insegnamento del corso di laurea in Scienze sociali e sindacali, Facoltà di Giurisprudenza) nella Libera Università di Ferrara.
Nel 1938 passò alla Scuola di Perfezionamento in discipline corporative, dove insegnò Storia moderna e delle istituzioni politiche (1938-39).

Nel 1930 fondò una rivista accademica, «Nuovi problemi di politica, storia ed economia»: su di essa Quilici pubblicò, a puntate, alcuni saggi che poi uscirono in volume: Origine, sviluppo e insufficienza della borghesia italiana, Fine di secolo e Banca Romana.

### L'incidente a Tobruk
Nel 1940, due giorni dopo l'ingresso in guerra dell'Italia, Quilici si recò sul fronte libico come capitano di complemento dell'Aeronautica. Il 28 giugno dello stesso anno, l'aereo sul quale il giornalista si trovava insieme con Italo Balbo, Lino Balbo ed altri collaboratori del governatore fu abbattuto nel cielo di Tobruch dalla contraerea dell'incrociatore italiano San Giorgio. Tutti i passeggeri perirono. Una mai accertata ma diffusa ipotesi vuole come non incidentale l'abbattimento ma anzi volontario, un omicidio causato dai dissidi fra Balbo e Mussolini. Della sua breve esperienza libica Quilici lasciò una testimonianza nel Diario di guerra tenuto dal 12 al 21 giugno 1940.
Dopo la sua morte, Giorgio Bassani ebbe parole di conforto rivolgendosi al figlio Vanni. È seppellito nel cimitero di Lammari.
Il figlio Folco, noto scrittore e documentarista, ha scritto sulla morte del padre il libro Tobruk 1940 - La vera storia della fine di Italo Balbo, edito da Arnoldo Mondadori Editore rieditato poi col titolo Tobruk 1940 - Dubbi e verità sulla fine di Italo Balbo.

## Opere
Nello Quilici fu autore prolifico. Tra le sue opere va ricordata Fine di secolo. Banca Romana (Milano, 1935), inchiesta dettagliata e documentata sullo Scandalo della Banca Romana che fornisce anche un affresco molto interessante della società politica e parlamentare romana di fine Ottocento. 

### Saggi e raccolte di articoli
- Origine, sviluppo e insufficienza della borghesia italiana, Edizioni Nuovi Problemi, Ferrara, 1932 (Istituto nazionale di cultura fascista, Roma, 1942)
- L'enigma di Adua, Tipografica Emiliana, Ferrara, 1932
- Otto saggi, Edizioni Nuovi Problemi, Ferrara, 1934
- America 1934, Edizioni Rivista, Ferrara, 1934
- Aviatoria, La Nuovissima, Napoli, 1934
- Giornale, 1925-1934, La Nuovissima, Napoli, 1934
- Spagna, Istituto nazionale di cultura fascista, Roma, 1938
- Vilfredo Pareto, Edizioni Nuovi Problemi, Ferrara, 1939
- Prospettive ideali e storiche della guerra, Edizioni Nuovi Problemi, Ferrara, 1940
- Tato raccontato da Tato, Casa editrice Oberdan Zucchi, Milano, 1941 (con Filippo Tommaso Marinetti e Paolo Orano)
- Ultime lettere di Nello dal fronte, Officina Bodoni, Verona, 1944.

### Inchieste giornalistiche
- Fine di secolo. Banca Romana, Mondadori, Milano, 1935

### Opere letterarie
- Romana sapienza; motti, locuzioni e proverbi latini, Tipografica Emiliana, Ferrara, 1937 (con Oreste Tornaghi e Francesco Viviani)

### Contributi
- Stele commemorativa in Saverio Laredo De Mendoza, Alfredo Russo, Ali e squadriglie, Impresa Editoriale Italiana, MCMXXXIII (1933), p. 126.

## Onorificenze
- 1928 - Gli fu affidato il primo corso di giornalismo in Italia[20]
- 1940 - Gli fu intitolata la Casa dello Studente di Ferrara, dove era posto un suo ritratto, opera di Quirino Ruggeri oltre a due lapidi commemorative con testi in latino di Francesco Viviani.[21]